# Joaquín Martí Gadea
Joaquín Martí Gadea (Balones, 1837 - 1920) fue un lingüista y religioso español, investigador de la lengua valenciana.
Nació en Balones (Alicante) en 1837. A los 17 años ingresó en el Seminario; fue párroco de diversos pueblos hasta que fue destinado a la parroquia de Nuestra Señora de los Ángeles de Mislata (Valencia), donde escribió su importante obra lexicográfica y narrativa. 
En 1881 escribió el primer fascículo de su Diccionario valenciano-castellano que sufragó de su propio bolsillo. En 1904 publicó la Burromaquia alicantina, en donde simula un congreso de burros en un pinar de su pueblo.
El pueblo de Mislata le dedicó la conocida popularmente como calle del molino en su honor, ubicada entre la plaza del Conde de Aranda y la calle Mayor. Esta calle, enclavada dentro del popular barrio de la Morería, forma parte del itinerario habitual de las procesiones de la Parroquia de Nuestra Señora de los Ángeles.